# Via metabolica
La via metabolica è l'insieme delle reazioni chimiche coinvolte in uno o più processi di metabolismo (anabolismo o catabolismo) all'interno di una cellula.
I singoli passi della via metabolica sono reazioni chimiche catalizzate nella maggior parte dei casi da enzimi specifici che trasformano il substrato su cui agiscono, in un prodotto, utilizzato a sua volta come substrato dall'enzima del  passo successivo. Se il prodotto dell'ultima reazione della serie costituisce il reagente della prima reazione, allora la via metabolica prende il nome di ciclo. La cellula procede per vie metaboliche quindi grazie a diversi enzimi che consentono la trasformazione graduale in diversi passaggi del reagente nel prodotto. 
Ci sono passaggi irreversibili verso una parte e passaggi reversibili verso entrambe le parti, che consentono di bloccare la via interbolica se il prodotto non serve. 
Gli enzimi sono particolari proteine che consentono di abbassare l'energia di attivazione di una reazione nella cellula.